# Eristalis bellardii
Eristalis bellardii är en tvåvingeart som beskrevs av Jaennicke 1867. Eristalis bellardii ingår i släktet slamflugor, och familjen blomflugor. Inga underarter finns listade i Catalogue of Life.